# Mk 1手榴彈
Mk 1 手榴彈（也被稱為Mk I），是一款美國軍隊在第一次世界大戰期間使用的破片型手榴彈。據他的設計者描述，這是一款「使用方法最簡單」，「蠢材也能使用」的手榴彈   然而，在前線上使用時卻被發現一些重大的設計問題，因而導致其在戰後完全退出現役。

## 外部連結
- More Mk 1 grenade pictures and a picture of the training model